# Копа
Копа е името на архаична буква от гръцката азбука, която днес не се използва. Тя е била 18-ата буква от азбуката и въпреки че е напълно изчезнала като съгласна, тази буква запазва ролята си на число със стойност 90 в гръцката бройна система. Съществували са два различни символа за копа – „Архаична копа“ (Ϙ ϙ) и „Числова копа“ (Ϟ ϟ).
Копа се появява в гръцката азбука като еквивалент на буквата  qōf от финикийската азбука и е била използвана за означаването на звук, който бил вид к, изговарян със задната част на гърлото (или по-точно [k_]), за разлика от капа, която била използвана за к. Разликата в изписването на двата звука обаче не била необходима, тъй като копа се използвала винаги пред /o/ и /u/, а капа в останалите случаи (т.е. разликата се появявала автоматично при изговаряне и е невъзможно [k_] да се намира пред други звуци освен /o/ и /u/). Поради тази причина копа не се запазва и е била постепенно заместена от капа.
Буквата Q в латинската азбука произлиза от Копа.